# 山東懸案解決に関する条約
山東懸案解決に関する条約（さんとうけんあんかいけつにかんするじょうやく）とは、1922年2月4日に日本と中華民国の間で締結され、同年6月2日に発効した条約。
第一次世界大戦の結果、日本がドイツから獲得した山東省（膠州湾・青島）のドイツ租借地および山東鉄道（青島－済南間およびその支線）の返還が定められた。
膠済鉄道は日本の借款鉄道とされ、同鉄道沿線の坊子、淄川、金嶺鎮の鉱山は日中合弁会社の経営に移されるなど、日本の権益は多少確保された。山東還付条約（さんとうかんぷじょうやく）とも。

## 概要
1896年、ロシア帝国、フランスとともに三国干渉を行い、遼東半島を返還させたドイツ帝国は1897年、山東省曹州でドイツ人宣教師が殺害されたことを口実として膠州湾を占領し、翌年3月、膠州湾周囲50キロの地域を99年間租借する権利を獲得した。また、済南と青島間やその他の鉄道の敷設権、山東省内の鉱山採掘権、山東省内の一切の利権に対する優先権を獲得した。さらに1899年には、特別協定によって青島港の税関長をドイツ人とし、税関吏員もなるべくドイツ人を採用し、税関書類もドイツ語にする権利を得て、青島港は要塞化され、山東省は完全にドイツの勢力範囲となった。
一方、1912年には門野重九郎などが関わった山東鉱業が営業するようになった。
日英同盟を理由として第一次世界大戦に参戦した日本は、1914年11月、ドイツが支配していた膠州湾と青島、山東鉄道を占領した。ドイツとの開戦時、膠州湾租借地（青島）の全部を支那国（中華民国）に還付する目的をもって無償無条件に日本帝国官憲に公布することを要求していたが、その真意は決して文面どおりのものではなかった。日本政府は租借地の解消とともに外国人（日本人）居留地を設営した後、従来のドイツ商権および鉄道運行権を日本人居留民が継承することを想定しており、青島攻略戦の後、この認識の違いが直ちに外交問題となった。この解決のために実施された外交交渉がいわゆる対華21カ条要求交渉であるが、この際締約された2条約13交換公文を根拠に戦後に戦勝国として山東省ドイツ権益の継承を要求、ヴェルサイユ条約でこれが認められた。中国側は、1915年5月の山東省に関する条約により、山東省ドイツの権益についての日独間での協定権をあらかじめ承認したにもかかわらず、これに反発して、アメリカの使嗾によりヴェルサイユ条約の調印を拒絶し、一般の中国人にも反日機運を高めた。原敬内閣は東方会議において、租借権については当初の予定通り中国側に返還することとしたが、山東省を回復したことの代償として日本側に有利な条件での返還を望んだ。
ワシントン会議が開催されると、アメリカ・イギリスの仲裁で山東還付問題が協議されることとなった。租借地と同地の公有財産の無条件返還については合意を得たものの、山東鉄道の問題で両者は対立した。日本側は山東鉄道返還の回避を狙い、山東鉄道の日中合弁化あるいは売却代金4000万円を借款化して長期による割賦とし、半永久的な支配権を要求した。これに対して中国側は即時一括での代金支払を要求した。そこでアメリカ・イギリスの提案で4000万円を15年満期の外債で日本に支払、満期まで運輸主任・会計主任に日本人を起用すること、ただし条約発効から5年経過した場合には中国側は随時繰り上げ償還を行えることを条件として妥協が成立した。その他、日本側は青島税関の管理権を中国側に返還し、日本側が青島での居留地の設置を求めない代わりに、中国側は青島を自由貿易港として外国人の自由な居住と営業を認め、外国人に市政参与権を与えること、山東省の主要都市を外国人に開放すること、山東鉄道保護を理由として駐留する日本軍は山東省から撤退すること、膠済鉄道沿線の若干の鉱山は日中合弁会社が経営すること等が合意されて条約として締結された。
12月1日に山東懸案細目協定、12月5日に山東懸案鉄道細目協定が北京において調印され、これに基づいて1922年末までに日本軍の撤退と租借地及び公有財産・青島税関の返還が完了し、翌1923年1月1日に山東鉄道が条約で認められた条件付ながら中国側に返還された。
しかし、山東省における鉄道と鉱山に関する日本の権益は「誠意のない」中国政府によって無視され、国民党の煽動による民衆の排外運動と内乱状態の激化により、侵害された。また、外国人の青島市政参与権は拒否され、山東省の主要都市も外国人に開放されなかった。
ただし山東鉱業の営業は1933年になっても行われていた。